# Wandflue (berg)
Wandflue är ett berg i Schweiz.   Det ligger i distriktet Bezirk Lebern och kantonen Solothurn, i den centrala delen av landet, 30 km norr om huvudstaden Bern. Toppen på Wandflue är 1 399 meter över havet, eller 288 meter över den omgivande terrängen. Bredden vid basen är 19,0 km.
Terrängen runt Wandflue är huvudsakligen kuperad, men österut är den bergig. Runt Wandflue är det ganska tätbefolkat, med 139 invånare per kvadratkilometer.. Närmaste större samhälle är Biel, 16,3 km sydväst om Wandflue. 
Trakten runt Wandflue består till största delen av jordbruksmark.